# Zerogone
Zerogone Eskov & Marusik, 1994 è un genere di ragni appartenente alla famiglia Linyphiidae.

## Distribuzione
L'unica specie oggi nota di questo genere è stata rinvenuta nella Russia asiatica: la si riscontra nel bacino del fiume Amur.

## Tassonomia
Gli esemplari valutati al fine di delineare le caratteristiche della specie tipo sono quelli di Oedothorax submissellus reperiti da Strand nel 1907.
A giugno 2012, si compone di una specie:
- Zerogone submissella (Strand, 1907)[3] — Russia asiatica